# Изправи се БГ! Ние идваме
 Тази статия е за парламентарната група.  За гражданската коалиция вижте Коалиция Изправи се! Мутри вън!.  
„Изправи се БГ! Ние идваме!“ е парламентарна група в XLVI народно събрание на Република България. Тя е съставена от: гражданската платформа „Изправи се.БГ“ на омбудсмана в периода 2015 – 2019 г. Мая Манолова; участниците в протестите през 2020 г., т. нар. „Отровното трио“, Николай Хаджигенов и Арман Бабикян; „Движение 21“ на Татяна Дончева; представителката на Единна народна партия Мария Капон; „Движение България на гражданите“ с лидер Димитър Делчев.
Наименованието на парламентарната група е обявено на 20 юли 2021 година. В XLV народно събрание, както и на изборите за XLVI НС коалицията използва името „Изправи се! Мутри вън!“.